# August Hånell

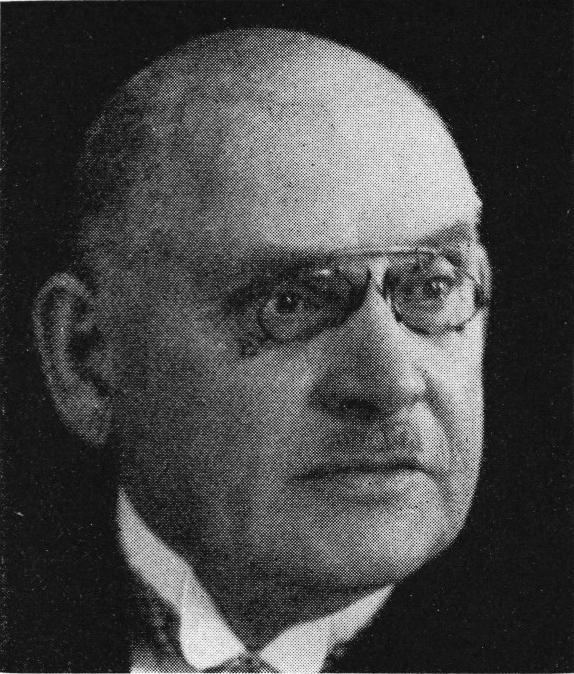
August Hånell (1856-1938)

August Irenæus Hånell, född 16 december 1856 i Stockholm, död 1 oktober 1938 i Enebyberg, var en svensk bokhandlare och redaktör.
August Hånell var son till lantbrukaren Carl Hånell. Han började redan 1871 tjänstgöra i bokhandel i Stockholm, var 1876–1881 anställd i Malmö och kom sedan som delägare i firman Olbers & Hånell till Jönköping, där han stannade till 1887, då han övertog en bokhandel i Hässleholm. 1909 flyttade Hånell till Kristianstad, där han till 1914 innehade en bokhandel. 1915–1920 var han åter bosatt i Hässleholm. 1920 flyttade han till Stockholm som ombudsman för Svenska pappershandlareföreningen. Hånell var föregångsman i arbetet med bok- och pappershandlarnas organisering. Han var en av Svenska bokhandlareföreningens stiftare och tillhörde dess styrelse 1900–1920. Såväl inom föreningens centralstyrelse som skånekrets visade Hånell stort initiativ. Dessutom var han redaktör för dess organ Sortimentaren 1905–1912 och 1921–1926 samt för Bokhandlaren 1927–1930. Hånell var även initiativtagare till Sydsvenska pappershandlareföreningen, föreningens ordförande 1908–1917 samt ordförande i riksorganisationen Svenska pappershandlareföreningen 1917–1921 och dess ombudsman 1921–1931. Hånell var även aktiv inom Hässleholms kommunala och kommersiella liv, grundade 1889 Hessleholms tidning och var ägare och redaktör för tidningen till 1907. Under sin kristianstadstid var han 1911–1915 ledamot av stadsfullmäktige. Han var en av stiftarna av Skånes handelskammare 1906 och medlem av Sveriges köpmannaförbunds arbetsutskott 1923–1931. Till Svenska bokhandlareföreningens 25-årsjubileum redigerade han Liber librariorum. Bokhandlarnas bok (del 1 1919, del 2 1920) samt utgav 1935 del 2 av Isidor Bonniers Anteckningar om svenska bokhandlare. Från 1923 var han hedersledamot av Svenska bokhandlareföreningen och från 1931 hedersledamot av Svenska pappershandlareföreningen.